# Марграйтер, Райнер
Райнер Марграйтер (нем. Reiner Margreiter; 26 июня 1975, Инсбрук, Австрия) — австрийский саночник, выступавший за сборную Австрии с 1995 по 2006 год. Принимал участие в двух зимних Олимпийских играх, лучший результат показал в 2002 году в Солт-Лейк-Сити, когда по итогам одиночных мужских заездов занял десятое место (в 2006 году в Турине спортсмену удалось подняться лишь до двенадцатой позиции).
Райнер Марграйтер является обладателем двух бронзовых медалей чемпионата мира 2003 года в Сигулде, первую он получил участвуя в одиночных мужских заездах, вторую — в составе смешанной команды сборной Австрии. До этого дважды становился призёром молодёжного чемпионата мира, в 1993 году выиграл серебро, в 1994 — бронзу.
Закончил карьеру профессионального спортсмена в 2006 году, сразу после Олимпийских игр. На данный момент служит солдатом в армии Австрии, кроме санного спорта увлекается сноубордингом.